# هرمان فون شروتر
هرمان فون شروتر (آلمانی: Hermann von Schrötter؛ ‏ ۵ اوت ۱۸۷۰ – ۶ ژانویهٔ ۱۹۲۸) پزشک و فیزیولوژیست اهل اتریش بود.
او دانش‌آموختهٔ رشته‌های علوم طبیعی و پزشکی در دانشگاه وین و دانشگاه استراسبورگ بود و یکی از پیشگامان «پزشکی هوانوردی و پرواز» و «پزشکی مناطق پُرفشار» محسوب می شود و مشارکت‌های مهمی در زمینهٔ بیماری ناشی از کاهش ناگهانی فشار دارد. در سال ۱۹۰۶، شروتر استفاده از اکسیژن همراه با بازفشار را پیشنهاد کرد، اما نگرانی‌ها در مورد سمیت اکسیژن مانع از آن شد که این پیشنهاد به روشی استاندارد که امروزه رایج است، تبدیل شود. شروتر متوجه شد که حتی اکسیژن ۱۰۰٪ هم برای محافظت در برابر کمبود اکسیژن در ارتفاعات بسیار بالا کافی نیست. او به این نتیجه رسید که برای حفظ اکسیژن‌رسانی کافی به خون، به تجهیزات تنفسی تحت فشار ویژه نیاز است و استفاده از یک محفظه مهر و موم شده تحت فشار را برای پروازهای بالن در ارتفاعات بسیار بالا پیشنهاد کرد.
وی همچنین مطالعات گسترده‌ای در زمینهٔ سل ریوی انجام داده و از پیشگامان برونکوسکوپی است.